# Hólatindar
Hólatindar är en bergstopp i republiken Island. Den ligger i regionen Västlandet, 120 km nordväst om huvudstaden Reykjavík. Toppen på Hólatindar är 693 meter över havet.
Närmaste större samhälle är Ólafsvík, omkring 13 kilometer nordost om Hólatindar. Trakten runt Hólatindar består i huvudsak av gräsmarker.